# Santander Bank
Santander Bank, anteriormente conhecido como Sovereign Bank, é um banco americano que opera como subsidiária integral do Grupo Santander. Sua sede está localizada em Boston e seu principal mercado é o nordeste dos Estados Unidos. O banco possui depósitos no valor de US$ 57,5 bilhões, opera cerca de 650 agências bancárias e mais de 2.000 caixas eletrônicos, e emprega aproximadamente 9.800 pessoas. Ele oferece uma ampla variedade de serviços e produtos financeiros, incluindo bancos de varejo, hipotecas, bancos corporativos, gestão de caixa, cartões de crédito, mercados de capitais, gestão de confiança e riqueza, e seguros.

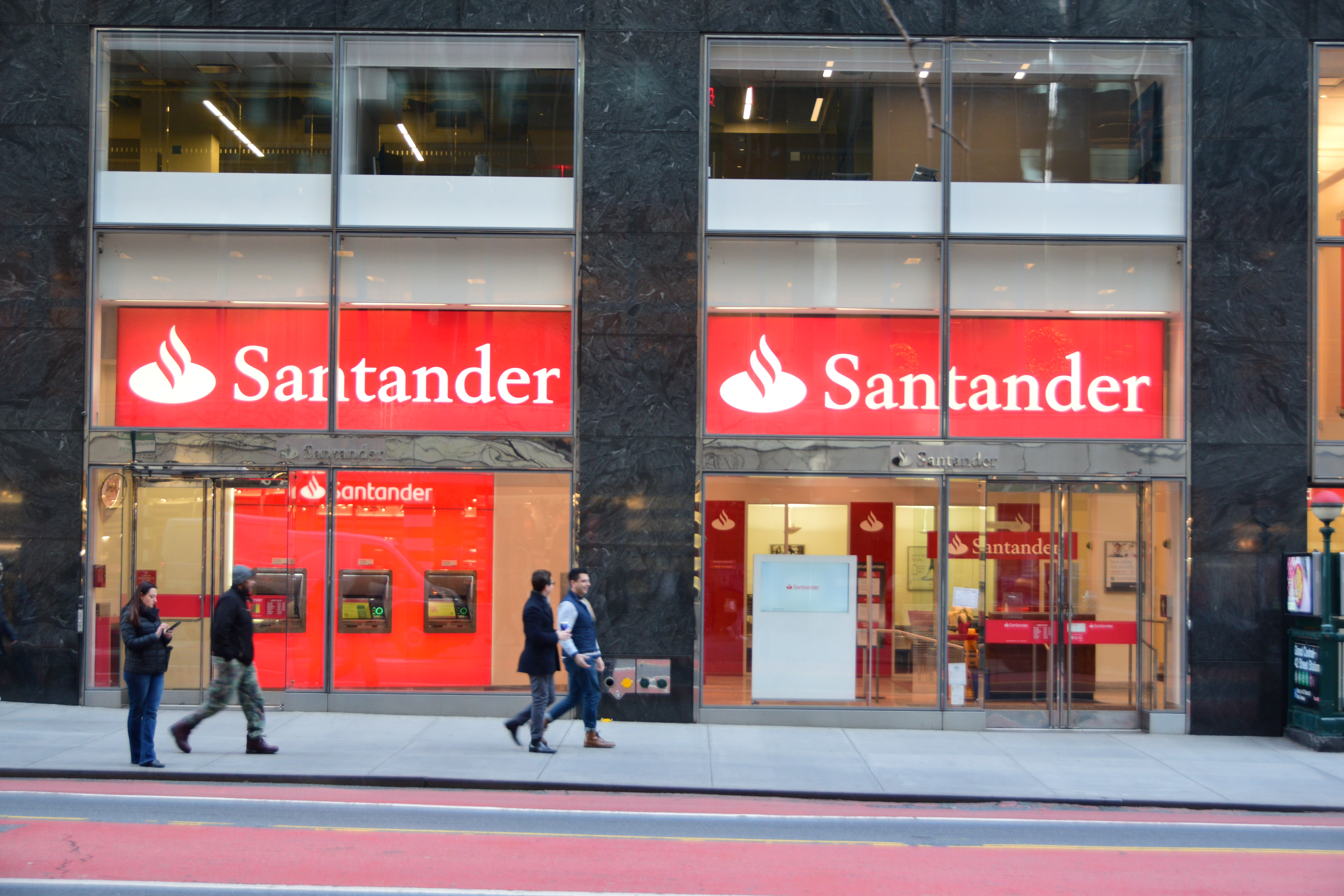
Santander Bank em Nova York, perto da estação Grand Central.

Além disso, em 17 de outubro de 2013, o antigo Sovereign Bank passou a operar sob a marca Santander Bank; nesse processo de rebranding, o banco também alterou os nomes dos estádios, arenas e centros de artes cênicas para os quais tinha direitos de nome.

## História

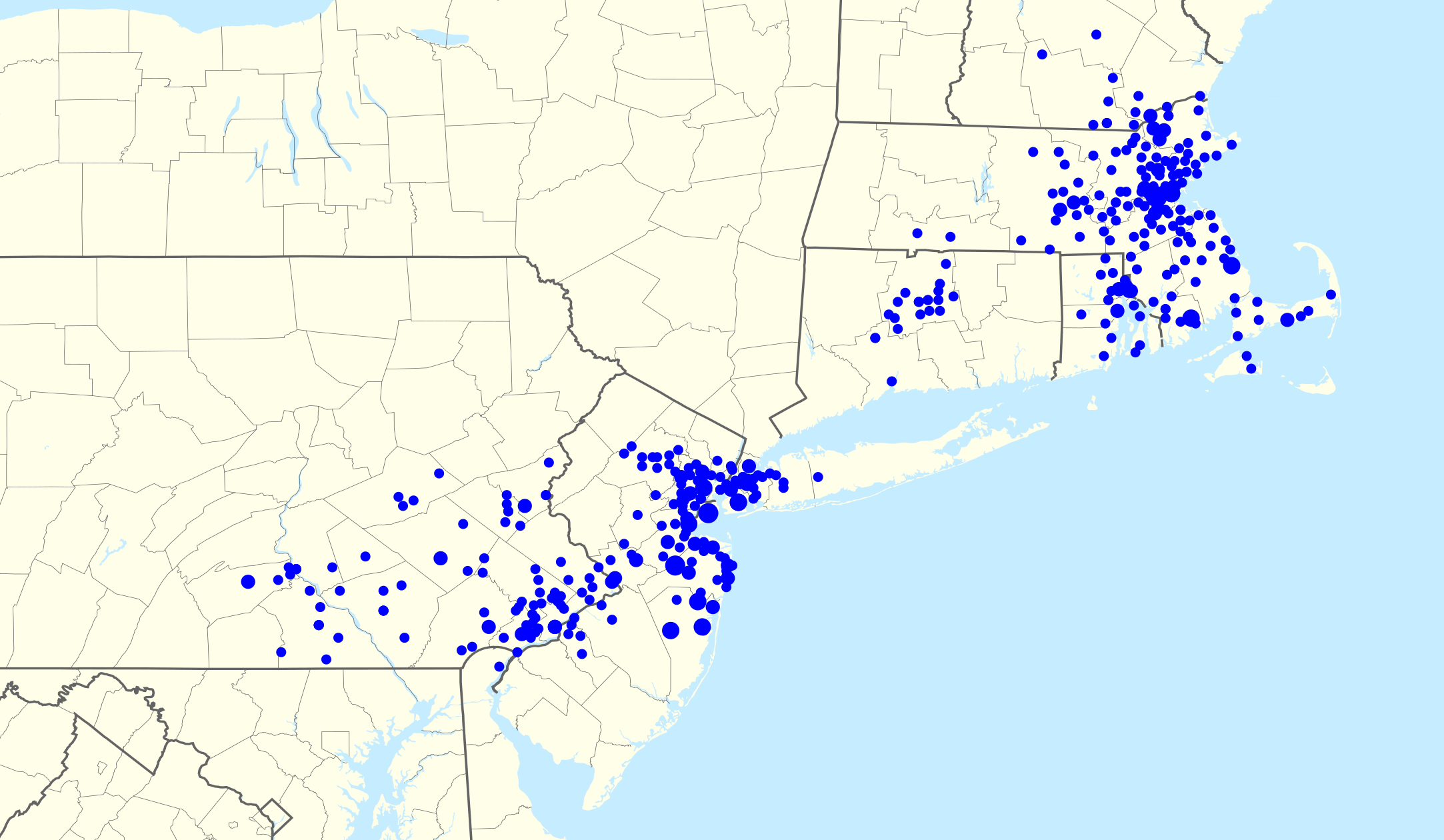
A presença das agências do Santander Bank no leste dos Estados Unidos.

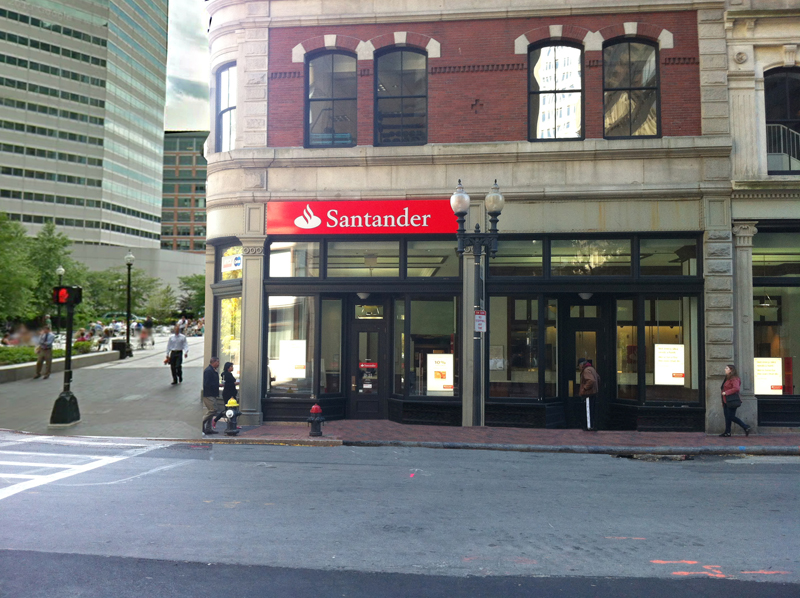
Santander Bank, Summer Street, Boston, Estados Unidos.

O Santander Bank, foi fundado em 8 de outubro de 1902 como Sovereign Bank, uma instituição de poupança e empréstimo em Wyomissing, Pensilvânia. Os primeiros clientes da empresa eram principalmente trabalhadores têxteis. O Sovereign expandiu rapidamente durante a crise das instituições de poupança e empréstimo nas décadas de 1980 e 1990, adquirindo numerosos outros bancos. Em 2000, o Sovereign comprou 278 agências na Nova Inglaterra do recém-fundido FleetBoston Financial, tornando-se o terceiro maior banco de varejo na área de Boston. Essa transação foi impulsionada por uma exigência dos reguladores bancários de que o Fleet Bank e o BankBoston se desfizessem de 306 agências como condição para a fusão.
Quarenta e cinco anos antes da fundação do Sovereign Bank, sua futura controladora foi fundada como Banco Santander em 15 de maio de 1857, com a aprovação da Rainha Isabel II da Espanha. O banco cresceu e, na década de 1920, começou a construir uma rede de agências. Em 1942, abriu uma agência em Madrid. Em 1934, Emilio Botín Sanz de Sautuola y López tornou-se diretor e, em 1950, presidente do banco. Ele expandiu o banco em toda a Espanha, e em 1957 era o sétimo maior banco da Espanha. Em 1976, adquiriu o First National Bank of Puerto Rico e, em 1982, o Banco Español-Chile. Em 1986, o filho mais velho de Emilio, Emilio Botin-Sanz de Sautuola y García de los Ríos, o sucedeu. No final da década de 1980, ele adquiriu o CC-Bank na Alemanha e uma participação no Banco de Comercio e Industria em Portugal. Em 1989, foi lançada a "Supercuenta Santander".
O Sovereign comprou os direitos de nomeação da nova arena do Condado de Mercer em 1999 em apoio ao recém-adquirido Trenton Savings Bank (anteriormente TSFS) e outras agências em Nova Jersey, por um período de dez anos. Nos anos seguintes, o banco também nomeou a arena Sovereign Center e o Sovereign Performing Arts Center em Reading, Pensilvânia, e o Sovereign Bank Stadium em York, Pensilvânia.
Em junho de 2006, o Banco Santander comprou quase 20% do Sovereign Bank por US$ 2,4 bilhões. Como o Banco Santander possuía 25% do Sovereign, ele tinha o direito de comprar o banco por US$ 40 por ação por um ano a partir do meio de 2008.[carece de fontes?] Em 1º de junho de 2006, o Sovereign Bank comprou a Independence Community Bank Corp. de Brooklyn, Nova York, por US$ 3,6 bilhões em dinheiro. O Sovereign concluiu o processo de transição dos clientes da Independence e do S.I. Bank & Trust em 9 de setembro de 2006. O Sovereign financiou essa fusão por meio de sua venda parcial ao Banco Santander Central Hispano da Espanha.
Em 13 de outubro de 2008, o Banco Santander comprou o restante do Sovereign por US$ 1,9 bilhão. O Sovereign Bank foi severamente afetado por perdas relacionadas a empréstimos para automóveis e ações da Fannie Mae e Freddie Mac. O Banco Santander já havia sofrido uma perda de mais de US$ 1 bilhão em seu investimento no Sovereign, quando o preço das ações do último despencou após ser rebaixado pela Moody's em setembro de 2008. Em 30 de janeiro de 2009, o Banco Santander concluiu a aquisição do Sovereign Bank por cerca de US$ 2,51 por ação.
Em agosto de 2011, o banco anunciou seus planos de transferir formalmente sua sede nos Estados Unidos de Wyomissing, Pensilvânia, para Boston, Massachusetts, onde seus principais executivos já estavam localizados nos anos anteriores.
No final de setembro de 2011, o banco anunciou que mudaria oficialmente seu nome para "Santander" como parte do objetivo de sua empresa controladora de criar uma marca global. A mudança de marca foi concluída em 17 de outubro de 2013.[carece de fontes?]

Em março de 2015, Scott Powell foi nomeado chefe de negócios nos Estados Unidos do Santander e CEO da Santander Holdings USA, substituindo Roman Blanco. Powell deixou o cargo de CEO em dezembro de 2019. Ele foi substituído por Timothy Wennes.